# Photodiode

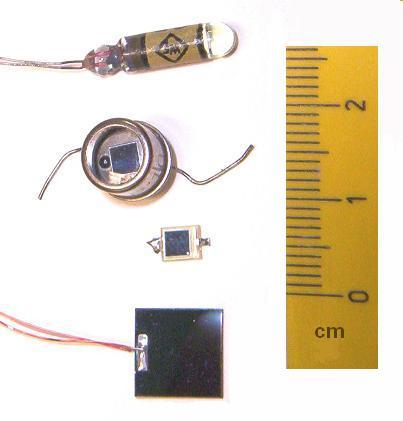
Verschiedene Bauformen von Photodioden

Eine Photodiode oder auch Fotodiode ist eine Halbleiter-Diode, die Licht – im sichtbaren, IR- oder UV-Bereich, oder bei Verwendung von Szintillatoren auch Röntgenstrahlen – an einem p-n-Übergang oder pin-Übergang durch den inneren Photoeffekt in einen elektrischen Strom umwandelt oder – je nach Beschaltung – diesem einen beleuchtungsabhängigen Widerstand bietet. Sie wird unter anderem verwendet, um Licht in eine elektrische Spannung oder einen elektrischen Strom umzusetzen oder um mit Licht übertragene Informationen zu empfangen.

## Aufbau

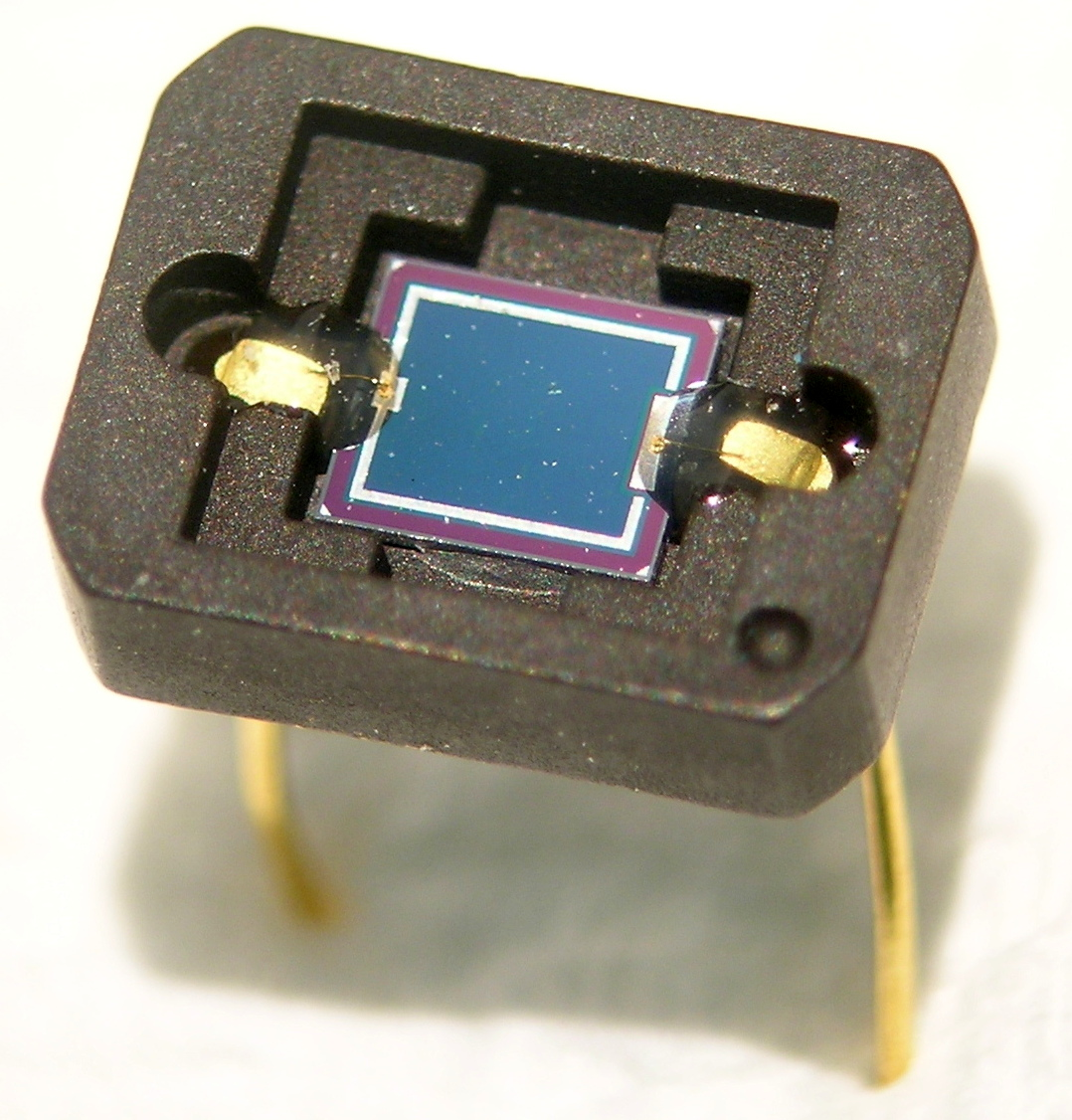
Nahaufnahme einer Photodiode

Photodioden werden aus Elementhalbleitern wie Silizium, Germanium oder aus Verbindungshalbleitern wie Indiumgalliumarsenid hergestellt. In folgender Tabelle sind einige übliche Werkstoffe für verschiedene Typen von Photodioden und der Bereich der nutzbaren optischen Empfindlichkeit angegeben:
| Halbleitermaterial           | Empfindlichkeit Wellenlänge (nm) |
| ---------------------------- | -------------------------------- |
| Silizium                     | 0.190 –01.100                    |
| Siliziumkarbid               | 0.200 – 0.355                    |
| Germanium                    | 0.400 –01.700                    |
| Quecksilber-Cadmium-Tellurid | 0.400 – 14.000                   |
| Indiumgalliumarsenid         | 0.800 –02.600                    |
| Blei(II)-sulfid              | 1.000 –03.500                    |
| Cadmiumtellurid              | 5.000 – 20.000                   |

Der Bereich des sichtbaren Lichts liegt, zum Vergleich, bei Wellenlängen zwischen 380 nm bis 780 nm.
Aufgrund der größeren Bandlücke von Silizium weisen Photodioden aus Silizium ein vergleichsweise geringes Rauschen auf. Photodioden für Anwendungen im Bereich des mittleren Infrarot basierend auf Cadmiumtellurid, müssen zur Minimierung des Rauschens gekühlt werden, beispielsweise mit flüssigem Stickstoff, weil die Wärmebewegung bei Raumtemperatur ausreicht, um Elektronen vom Valenzband ins Leitungsband zu heben. Dadurch wird der Dunkelstrom dieser Photodioden bei Raumtemperatur so groß, dass das zu messende Signal darin untergeht. Ein zweiter Grund für die Kühlung ist die ansonsten stattfindende Überlagerung der IR-Strahlung des Sensorgehäuses selbst.
Photodioden zur Lichtmessung besitzen einen Tageslichtfilter, welcher die Empfindlichkeit im roten und infraroten Spektralbereich begrenzt und die Empfindlichkeitskurve an die des Auges angleicht. Dagegen besitzen Photodioden zum Empfang infraroter Signale (wie in Fernbedienungen) einen Tageslicht-Sperrfilter. Sie sind zum Beispiel in dunkel eingefärbtem Kunstharz vergossen und dadurch vor Störungen durch sichtbares Licht geschützt.
Eine typische Silizium-Photodiode besteht aus einem schwach n-dotierten Grundmaterial mit einer stärker dotierten Schicht auf der Rückseite, die den einen Kontakt (Kathode) bildet. Die lichtempfindliche Fläche wird definiert durch einen Bereich mit einer dünnen p-dotierten Schicht an der Vorderseite. Diese Schicht ist dünn genug damit das meiste Licht bis zum p-n-Übergang gelangen kann. Der elektrische Kontakt ist meistens am Rand. Auf der Oberfläche ist eine Schutzschicht als Passivierung und Antireflexionsschicht. Oft befindet sich vor der Photodiode zusätzlich ein lichtdurchlässiges Schutzfenster oder sie befindet sich in transparentem Vergussmaterial.
PIN-Photodioden weisen durch die intrinsische Schicht zwischen p- und n-Schicht im Allgemeinen eine höhere zulässige Sperrspannung und eine geringere Sperrschichtkapazität CS auf. Dadurch wird die Bandbreite vergrößert. Im Gegensatz zu Photowiderständen (LDR) besitzen Photodioden wesentlich kürzere Ansprechzeiten. Typische Grenzfrequenzen von Photodioden liegen bei etwa 10 MHz, bei pin-Photodioden bei über 1 GHz.
Die Lateraldiode ist eine spezielle Bauform einer Photodiode, um beispielsweise die Position eines Laserstrahls zu erfassen.
Neuere Experimente widmen sich der Stromgewinnung durch Infrarotstrahlung (Wärmestrahlung) mit Quecksilber-Cadmium-Tellurid-Photodioden.

## Funktion

Empfindlichkeit einer Silizium-Photodiode in Abhängigkeit von der Wellenlänge des einfallenden Lichts

Treffen Photonen ausreichender Energie auf das Material der Diode, so werden Ladungsträger (Elektron-Loch-Paare) erzeugt. In der Raumladungszone driften die Ladungsträger schnell entgegen der Diffusionsspannung in die gleichartig dotierten Zonen und führen zu einem Strom. Außerhalb der Raumladungszone erzeugte Ladungsträger können auch zum Strom beitragen. Sie müssen aber erst per Diffusion bis zur Raumladungszone gelangen. Dabei geht ein Teil durch Rekombination verloren und es entsteht eine kleine Verzögerung. Ohne externe Verbindung der Anschlüsse entsteht an diesen eine messbare Spannung gleicher Polarität wie die Durchflussspannung (Sättigung). Sind die Anschlüsse miteinander elektrisch verbunden oder befinden sie sich an einer Spannung in Sperrrichtung der Diode, fließt ein Photostrom, der proportional zum Lichteinfall ist.
Die Photonen müssen eine höhere Energie als die der Bandlücke aufweisen, um diesen Effekt hervorzurufen, bei Silizium z. B. mehr als 1,1 eV.
Der Photostrom ist über viele Größenordnungen linear zum Lichteinfall, wenn keine Sättigung eintritt. Im Idealfall trägt jedes Lichtquant, das eine Energie besitzt, die größer als die charakteristische Energielücke (Bandabstand) des Halbleiters ist, zum Strom bei. Praktisch ist der Wert jedoch kleiner und wird als Quantenausbeute bezeichnet. Die Reaktionszeit ist bei geeigneter Beschaltung sehr kurz; sie kann bis herab zu Bruchteilen einer Nanosekunde betragen.
Wenn von außen eine Spannung in Sperrrichtung der Diode angelegt wird, fließt selbst bei Dunkelheit ein kleiner Strom. Dieser wird Dunkelstrom (ID) genannt. Er hängt exponentiell von der Temperatur der Photodiode ab. Die Dunkelstromkennlinie ist ein wichtiges Qualitätsmerkmal von Photodioden.
Der Fototransistor ist die Kombination einer Photodiode und eines Bipolartransistors und entsteht dadurch, dass Lichteinfall auf die als Photodiode fungierende Basis-Kollektor-Sperrschicht möglich ist. Der Photostrom ist um den Stromverstärkungsfaktor des Transistors höher, die Grenzfrequenz ist niedriger. Ähnlich gibt es Foto-Sperrschicht-Feldeffekttransistoren und Fotothyristoren.
Photodioden können zur Erkennung kleinster Lichtmengen eingesetzt und für hochpräzise Messungen von Strahlungsintensitäten von 1 pW/cm² bis über 100 mW/cm² kalibriert werden. Planar diffundierte Silizium-Photodioden sind Dioden mit p-n-Übergang. Ein p-n-Übergang kann durch Diffusion einer Verunreinigung, wie z. B. Bor, in einen Siliziumwafer mit n-Kanal oder einer Verunreinigung, wie z. B. Phosphor, in einen Siliziumwafer mit p-Kanal gebildet werden. Der diffundierte Bereich definiert die aktive Fläche der Photodiode. Die Kontaktflächen werden auf definierten Flächen des vorderen aktiven Bereichs und auf der Rückseite abgeschieden, sodass das Bauteil vollständig bedeckt ist. Der aktive Bereich wird anschließend mit einer Antireflexbeschichtung passiviert, um die Lichtreflexion für eine bestimmte, vordefinierte Wellenlänge zu reduzieren. Der nicht aktive Bereich auf der Oberseite wird mit einer dicken Schicht Siliziumdioxid überzogen. Durch die Dicke des Substrats lassen sich Geschwindigkeit und Empfindlichkeit der Photodiode steuern.
Silizium ist ein Halbleiter mit einer Bandlücke von 1,12 eV bei Raumtemperatur. Dies ist die Lücke zwischen dem Valenzband und dem Leitungsband. Beim absoluten Nullpunkt ist das Valenzband vollständig gefüllt und das Leitungsband frei. Bei steigender Temperatur werden die Elektronen angeregt und steigen durch thermische Energie vom Valenzband in das Leitungsband auf. Die Elektronen können auch durch Teilchen oder Photonen mit Energien über 1,12 eV, was Wellenlängen unter 1100 nm entspricht, ins Leitungsband gehoben werden. Die entstehenden Elektronen im Leitungsband können ungehindert Strom leiten.
Aufgrund des Konzentrationsgradienten entsteht durch die Diffusion von Elektronen vom n-Bereich in den p-Bereich und durch die Diffusion von Löchern vom p-Bereich in den n-Bereich eine Eigenspannung über der Verbindung. Die gegenseitige Diffusion von Elektronen und Löchern zwischen den n-Bereichen und p-Bereichen über die Verbindung führt zu einer Region ohne freie Ladungsträger. Dies ist die Verarmungszone. Die Eigenspannung über der Verarmungszone erzeugt ein elektrisches Feld mit einem Maximum an der Verbindung und keinem Feld außerhalb der Verarmungszone. Jede angelegte Sperrvorspannung erhöht die Eigenspannung und führt zu einer breiteren Verarmungszone. Der erzeugte Strom ist proportional zur einfallenden Strahlungsleistung. Die Lichtabsorption nimmt exponentiell mit der Entfernung zu und ist proportional zum Absorptionskoeffizienten. Der Absorptionskoeffizient ist für kürzere Wellenlängen im UV-Bereich sehr hoch und für längere Wellenlängen gering. Daher werden kurzwellige Photonen, wie z. B. Ultraviolettstrahlung, in einer dünnen Oberflächenschicht absorbiert, während Silizium für Lichtwellenlängen über 1200 nm transparent wird. Darüber hinaus werden Photonen mit Energien kleiner als die Bandlücke überhaupt nicht absorbiert.

## Elektrische Eigenschaften

### Serienwiderstand
Der Serienwiderstand einer Photodiode ergibt sich aus dem Widerstand der Kontakte und dem Widerstand des Siliziums:
{\displaystyle R_{S}={\frac {(W_{S}-W_{d})\cdot \rho }{A}}+R_{C}}
Dabei ist {\displaystyle W_{S}} die Dicke des Substrats, {\displaystyle W_{d}} die Breite des verarmten Bereichs, {\displaystyle A} die Diffusionsfläche des p-n-Übergangs, {\displaystyle \rho } der spezifische Widerstand des Substrats und {\displaystyle R_{C}} der Kontaktwiderstand. Der Serienwiderstand dient zur Bestimmung der Linearität der Photodiode im Photovoltaikbetrieb ohne Vorspannung. Obwohl eine ideale Photodiode keinen Serienwiderstand aufweisen sollte, werden typische Werte zwischen 10 und 1000 Ω gemessen.

### Sperrschichtkapazität
Die Sperrschichtkapazität ist direkt proportional zur Diffusionsfläche und umgekehrt proportional zur Breite der Verarmungszone. Substrate mit höherem spezifischen Widerstand weisen zudem eine geringere Sperrschichtkapazität auf. Die Sperrschichtkapazität hängt wie folgt von der Sperrspannung ab: 
{\displaystyle {\begin{aligned}C_{J}&={\frac {\epsilon _{Si}\cdot \epsilon _{0}\cdot A}{W_{d}}}\\&={\frac {\epsilon _{Si}\cdot \epsilon _{0}\cdot A}{\sqrt {2\cdot \epsilon _{Si}\cdot \epsilon _{0}\cdot \mu \cdot \rho \cdot (V_{A}+V_{bi})}}}\\&=A\cdot {\sqrt {\frac {\epsilon _{Si}\cdot \epsilon _{0}}{2\cdot \mu \cdot \rho \cdot (V_{A}+V_{bi})}}}\\\end{aligned}}}
Dabei ist {\displaystyle \epsilon _{0}} ist die Permittivität des freien Raums, {\displaystyle \epsilon _{Si}} die Dielektrizitätskonstante von Silizium, {\displaystyle \mu =1400\ {\tfrac {\mathrm {cm} ^{2}}{\mathrm {V} \cdot \mathrm {s} }}} die Elektronenbeweglichkeit bei 300 K, {\displaystyle \rho } der spezifische Widerstand von Silizium, {\displaystyle V_{bi}} die interne Spannung von Silizium und {\displaystyle V_{A}} die angelegte Spannung. Die Sperrschichtkapazität wird verwendet, um die Reaktionsgeschwindigkeit der Photodiode zu bestimmen.

## Optische Eigenschaften

### Lichtempfindlichkeit
Die Empfindlichkeit einer Silizium-Photodiode ist ein Maß für die Lichtempfindlichkeit und wird als Verhältnis des Photostroms I P zur einfallenden Lichtleistung P bei einer bestimmten Wellenlänge definiert.
{\displaystyle R_{\lambda }={\frac {I_{P}}{P}}}
Sie ist ein Maß für die Effektivität der Umwandlung der Lichtleistung in elektrischen Strom. Sie variiert mit der Wellenlänge des einfallenden Lichts sowie der angelegten Sperrspannung und der Temperatur. Die Empfindlichkeit steigt mit angelegter Sperrspannung leicht an, da sich die Ladungssammlungseffizienz in der Photodiode verbessert. Temperaturbedingte Empfindlichkeitsschwankungen treten ebenfalls auf. Dies ist auf die Verringerung bzw. Vergrößerung der Bandlücke infolge steigender bzw. fallender Temperatur zurückzuführen.

### Quanteneffizienz
Die Quanteneffizienz ist definiert als der Anteil der einfallenden Photonen, die zum Photostrom beitragen. Die Beziehung zur Empfindlichkeit ist wie folgt:
{\displaystyle Q.E.=R_{\lambda }\cdot {\frac {h\cdot c}{\lambda \cdot q}}=1240\cdot {\frac {R_{\lambda }}{\lambda }}}
Dabei ist {\displaystyle h=6{,}62607015\cdot 10^{-34}\ \mathrm {J} \cdot \mathrm {s} } die Planck-Konstante, {\displaystyle c=299792458\ \mathrm {m/s} } die Lichtgeschwindigkeit, {\displaystyle q=1{,}602176634\cdot 10^{-19}\ \mathrm {C} } die Elektronenladung, {\displaystyle R_{\lambda }} die Empfindlichkeit in {\displaystyle A/W} und {\displaystyle \lambda } die Wellenlänge in Nanometer.
Die Ungleichmäßigkeit der Reaktion wird definiert als Schwankungen der Empfindlichkeit, die bei einem kleinen Lichtfleck über der Oberfläche des aktiven Bereichs der Photodiode beobachtet werden. Die Ungleichmäßigkeit ist umgekehrt proportional zur Fleckgröße, d. h., bei kleinerer Fleckgröße ist die Ungleichmäßigkeit größer. Eine Silizium-Photodiode gilt als linear, wenn der erzeugte Photostrom linear mit der einfallenden Lichtleistung zunimmt. Die Linearität des Photostroms wird bestimmt, indem die kleine Änderung des Photostroms infolge einer kleinen Änderung der einfallenden Lichtleistung als Funktion des gesamten Photostroms oder der einfallenden Lichtleistung gemessen wird.
Die untere Grenze der Linearität des Photostroms wird durch den Rauschstrom und die obere Grenze wird durch den Serienwiderstand und den Lastwiderstand bestimmt. Mit zunehmendem Photostrom setzt zunächst die Nichtlinearität ein, die mit zunehmendem Photostrom allmählich zunimmt und schließlich bei Sättigung bei steigender einfallender Lichtleistung konstant bleibt. Im Allgemeinen ist die Änderung des Photostroms bei gleicher Änderung der einfallenden Lichtleistung bei höheren Stromstärken geringer, wenn der Photodetektor Nichtlinearität aufweist. Der Linearitätsbereich kann durch Anlegen einer Sperrspannung an die Photodiode geringfügig erweitert werden.

### Dunkelstrom und Sperrsättigungsstrom
Wenn die Photodiode in Durchlassrichtung vorgespannt ist, steigt der Strom exponentiell an. Bei Sperrspannung tritt ein geringer Sperrsättigungsstrom auf. Dieser hängt mit dem Dunkelstrom wie folgt zusammen:
{\displaystyle I_{D}=I_{SAT}\cdot \left(e^{\frac {q\cdot V_{A}}{k_{\mathrm {B} }\cdot T}}-1\right)}
Dabei ist {\displaystyle I_{D}} der Dunkelstrom, {\displaystyle I_{SAT}} der Sperrsättigungsstrom, {\displaystyle q} die Elektronenladung, {\displaystyle V_{A}} die angelegte Vorspannung, {\displaystyle k_{\mathrm {B} }} die Boltzmann-Konstante und {\displaystyle T} die thermodynamische Temperatur.

## Rauschen

### Schrotrauschen
Schrotrauschen ist auf die statistische Schwankung des Photostroms und des Dunkelstroms zurückzuführen. Die Stärke des Schrotrauschens ist das quadratische Mittel des Rauschstroms:
{\displaystyle I_{sn}={\sqrt {2\cdot q\cdot (I_{P}+I_{D})\cdot \Delta {f}}}}
Dabei ist {\displaystyle q} die Elektronenladung, x der photogenerierte Strom, {\displaystyle I_{D}} der Dunkelstrom und {\displaystyle \Delta {f}} die Bandbreite des Schrotrauschens.

### Wärmerauschen
Der Shunt ist mit einem Wärmerauschen verbunden. Dies ist auf die thermische Erzeugung des Ladungsträgers zurückzuführen. Die Stärke dieses erzeugten Wärmerauschens beträgt:
{\displaystyle I_{jn}={\sqrt {\frac {4\cdot k_{\mathrm {B} }\cdot T\cdot \Delta {f}}{R_{SH}}}}}
Dabei ist {\displaystyle k_{\mathrm {B} }} die Boltzmann-Konstante, {\displaystyle T} die thermodynamische Temperatur, {\displaystyle \Delta {f}} die Bandbreite des Wärmerauschens und {\displaystyle R_{SH}} der Shunt. Diese Art von Rauschen ist das dominierende Stromrauschen im Photovoltaik-Betrieb. Alle Widerstände, einschließlich des Lastwiderstands, weisen ein Wärmerauschen auf. Dieser zusätzliche Rauschstrom ist groß und verstärkt das durch den Shunt des Photodetektors verursachten Wärmerauschens.

## Betriebsarten

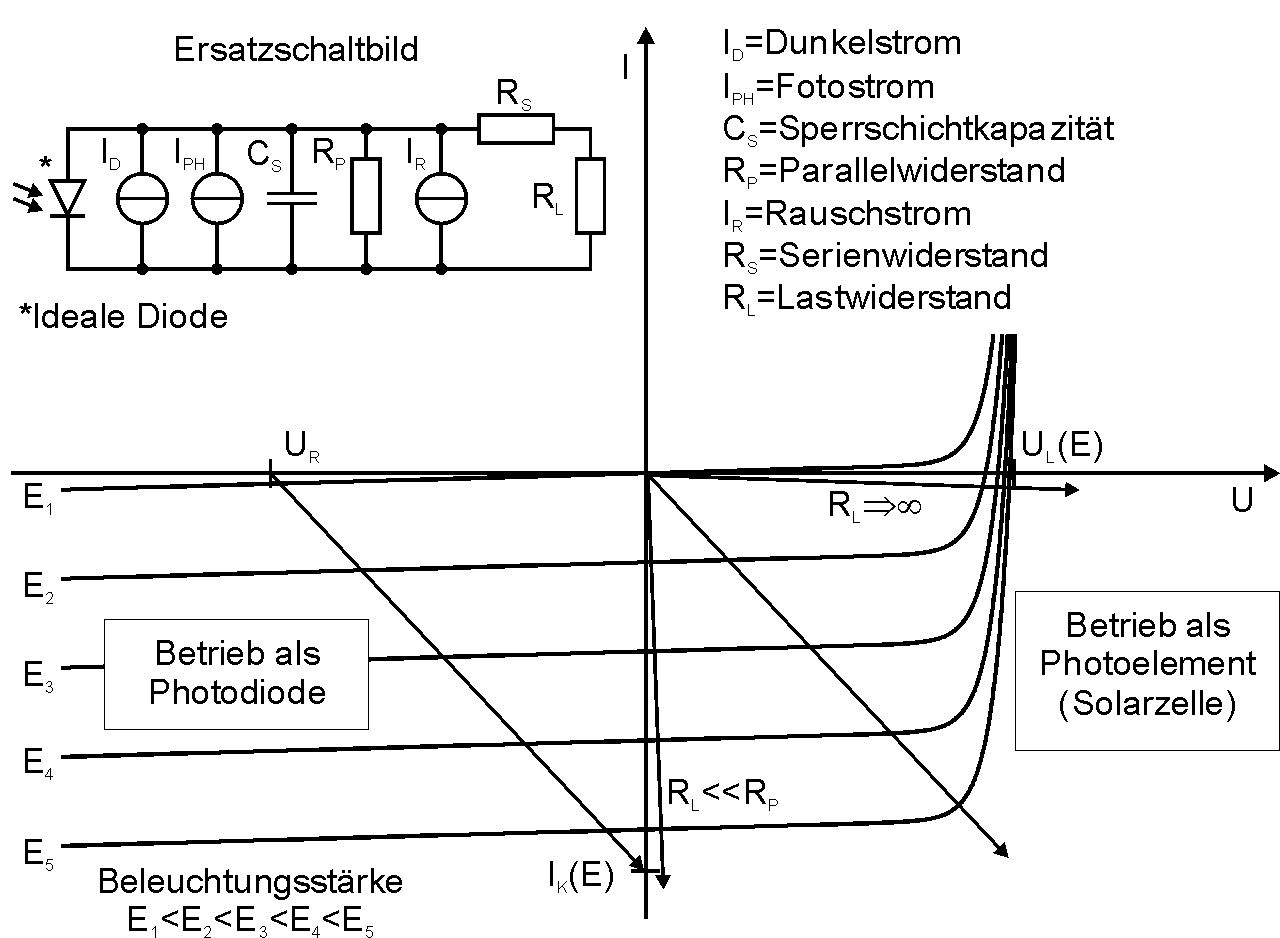
Kennlinie einer Photodiode

Photodioden können in den folgenden drei Betriebsarten eingesetzt sein:
1. Betrieb in Vorwärtsrichtung als in der Form großflächig ausgeführte Photodiode, welche in dieser Bauform als Solarzelle bezeichnet wird. Primär zur Energiegewinnung genutzt.
2. Betrieb im Quasi-Kurzschluss, zur Helligkeitsmessung
3. Betrieb im Sperrbereich, um die Grenzfrequenz zu steigern

### Betrieb als Photoelement
Die Photodiode liefert elektrische Energie. In dieser Funktion ist sie ein Photoelement, bei großflächiger Herstellung wird die Photodiode als Solarzelle bezeichnet. Ohne Last ist sie in Sättigung, und die Spannung strebt einem Grenzwert zu (Leerlaufspannung UL), der wenig von der Lichtstärke abhängt. Bei steigender Belastung (RL wird kleiner) sinkt die Spannung, und der Strom strebt seinerseits einem Grenzwert (Kurzschlussstrom IK) zu. Am Knick dieser Kennlinie liegt Leistungsanpassung vor – der bei Photovoltaikanlagen angestrebte Arbeitspunkt (engl. Maximum Power Point). In dieser Betriebsart ist die Photodiode relativ langsam und eignet sich nicht zur Detektion schneller Signale. Diese Schaltungsart wird zur Messung der Helligkeit, z. B. in Beleuchtungsmessgeräten (Belichtungsmesser, Luxmeter) verwendet.
Im Gegensatz zum Photowiderstand (LDR) ist keine externe Spannungsquelle nötig. In CCD-Sensoren ist ein großer Teil der Sensorfläche mit Photodioden ausgefüllt, wobei jede einen parallel geschalteten Kondensator auflädt. Wenn dessen gespeicherte Ladung rechtzeitig abtransportiert wird, bevor die Sättigungsspannung der Photodiode erreicht ist, ist die Ladung proportional zur Helligkeit. Die Grenzfrequenz ist niedrig.

### Betrieb im Quasi-Kurzschluss
Wird die Photodiode im Kurzschluss (U = 0) betrieben, liefert sie einen über viele Größenordnungen linear von der Bestrahlungsstärke abhängigen Strom in Sperrrichtung (I ≤ 0). Dazu ist sie oft an einen Transimpedanzverstärker geschaltet – eine Schaltung, die aus dem Photostrom ein proportionales Spannungssignal erzeugt und an den Diodenanschlüssen einen virtuellen Kurzschluss bildet. Damit lassen sich Bestrahlungsstärken sehr genau messen. Weil sich die Spannung an der Photodiode nicht ändert, wird keine Kapazität umgeladen. Dadurch sind hohe Grenzfrequenzen möglich.

### Betrieb im Sperrbereich
Legt man an die Photodiode eine Spannung in Sperrrichtung (U ≤ 0) an, so fließt ein linear vom Licht abhängiger Sperrstrom, d. h., bei Bestrahlung leitet sie auch in Sperrrichtung (I ≤ 0). Diese Betriebsart wird üblicherweise für Photodioden in integrierten CMOS-Sensoren gewählt. Für den Sperrbereich sind weiterhin folgende Effekte charakteristisch:
- Die Sperrschichtkapazität CS verringert sich mit der angelegten Spannung, so dass sich die Reaktionszeit mit steigender Spannung verringert. Damit lassen sich hohe Grenzfrequenzen erreichen.
- Möglicherweise tritt ein Avalanche-Durchbruch auf, der den Photostrom durch Lawineneffekte verstärkt. (Siehe auch Avalanche-Photodiode)
- Der Reststrom (Dunkelstrom ID) steigt mit der angelegten Spannung und der Temperatur; er überlagert den Photostrom und bestimmt bei geringer Bestrahlung maßgeblich das Rauschen.
- Da der differentielle Widerstand sehr groß ist, hängt der Strom kaum von der Betriebsspannung ab.

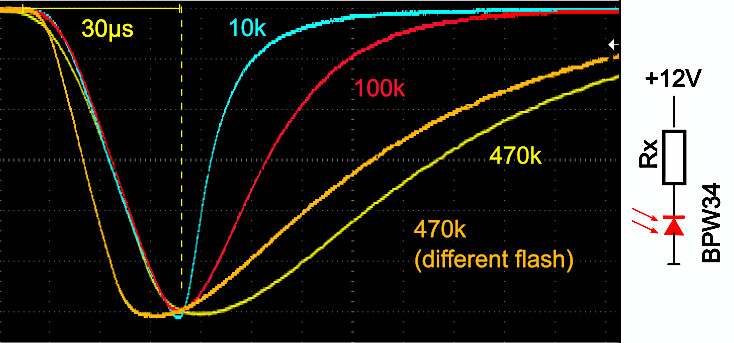
Abschaltzeiten eines BPW34 mit verschiedenen Arbeitswiderständen

Die Abschaltzeiten einer Fotodiode sind abhängig vom Arbeitswiderstand. Das nebenstehende Diagramm zeigt die Abschaltverzögerung nach einer Belichtung durch einen kurzen Blitz. Zum Prüfen der Einschaltverzögerung wurde auch mit einem kleinen Blitz einer Taschenkamera gearbeitet, der wesentlich schneller leuchtet, was die Kurve in Orange belegt. Die Einschaltverzögerung kann vernachlässigt werden.
Zum Einsatz in Schaltungen s. auch Photodiodenverstärker.

## Kennwerte und Anwendungen

Schaltzeichen

Beispielhafte Kennwerte dienen zur Beschreibung einer Photodiode, in Klammern als Beispiel die Werte der Silizium-Photodiode BP 104:
- Zulässige Sperrspannung (20 Volt)
- Spektrale Photoempfindlichkeit (55 nA / lx beziehungsweise bei 850 nm 0,62 A/W)
- Spektralbereich der Photoempfindlichkeit (400 bis 1100 nm)

Anwendungen liegen bei Belichtungsmessern mit einer großflächigen Selen-Photodiode, die direkt ein Drehspulmesswerk speisen, Sensoren in Digitalkameras, Empfangselemente für Lichtwellenleiter.
Weltweite Forschungsaktivitäten konzentrieren sich insbesondere auf die Entwicklung preiswerter Solarzellen, verbesserter CCD- und CMOS-Bildsensoren sowie auf schnellere und empfindlichere Photodioden für Glasfasernetze.